# Elías Jaua Milano
Elías José Jaua Milano (Caucagua, 17 de dezembro de 1969) é um político, sociólogo e ex-professor universitário venezuelano, que ocupou diversos cargos na administração de Hugo Chávez e foi o primeiro vice-presidente da República Bolivariana da Venezuela, ocupando essa posição desde 27 de janeiro de 2010, além de ser vice-presidente "sectorial" encarregado dos temas econômicos e produtivos do país e Ministro do Poder Popular para la Agricultura e Terras.
Sociólogo egresso da Universidad Central de Venezuela, em 1996 se uniu a Hugo Chávez e participou da criação de seu partido, o Movimento Quinta República, atual PSUV (Partido Socialista Unido da Venezuela), sendo um dos co-redatores da Constituição da Venezuela de 1999 ao ser eleito como constituinte. Serviu como segundo vice-presidente da Comissão Legislativa Nacional (conhecida como Congresillo) em 2000, e membro do Comando Tático Nacional do Partido esquerdista MVR, foi designado ministro da Secretaria da Presidência em outubro de 2000, cargo em que se manteve até maio de 2001.
Em julho de 2003 o presidente Chávez nomeou-o presidente do Fundo Intergovernamental para a Descentralização (FIDES). Posteriormente, serviu como Ministro da Economía Popular, até em 24 de fevereiro de 2006, ser nomeado ministro da Agricultura e Terras e, finalmente, em janeiro de 2010, vice-presidente executivo.
Em 29 de janeiro de 2012 foi nomeado novamente Ministro da Agricultura e Tierras, conservando o cargo de Vice-presidente Executivo. Foi candidato pelo PSUV a Governador de Miranda, Em janeiro de 2013, sob o governo de Hugo Chávez foi nomeado ministro das Relações Exteriores, substituindo Nicolás Maduro, que manteve a vice-presidente após a morte de Chávez foi confirmado no cargo por Maduro.